# Aloe ericahenriettae
Aloe ericahenriettae là một loài thực vật có hoa trong họ Măng tây. Loài này được T.A.McCoy mô tả khoa học đầu tiên năm 2007.